# Myrmica caeca
Myrmica caeca är en myrart som beskrevs av Smith 1860. Myrmica caeca ingår i släktet rödmyror, och familjen myror. Inga underarter finns listade i Catalogue of Life.